# Topljenje ledenjaka od 1850.
Topljenje ledenjaka od 1850. utječe na opskrbu slatke vode za navodnjavanje i za domaćinstva, za opskrbu domaćih životinja i biljaka, koji ovise o vodi iz ledenjaka, a u dužem periodu, utječe na porast razine mora. Glaciolozi tvrde da podudaranje topljenja ledenjaka i povećanje količine stakleničkih plinova, je očiti primjer trenutnog globalnog zatopljenja. Na planinskim lancima u umjerenom pojasu, kao što su Himalaje, Alpe, Stjenjak, Kaskadne planine i Ande, mogu se vidjeti veliki razmjeri topljenja ledenjaka.
Malo ledeno doba je bio period od 1550. do 1850., kada je svijet doživio nešto hladniju klimu nego danas. Nakon toga, sve do 1940., ledenjaci su se počeli znatno topiti, a onda se do 1980. topljenje usporilo, i negdje su se ledenjaci počeli povećavati, da bi se od 1980. topljenje ledenjaka opet povećalo, pa čak i ubrzalo. U Himalajama i Andama, to će imati veliki utjecaj na opskrbu vodom mnogobrojnog stanovništva. Povlačenje planinskih ledenjaka u Sjevernoj Americi, Aziji, Alpama, Indoneziji i Africi, u tropskim i umjerenim klimatskim pojasevima Južne Amerike, koristi se kao očit dokaz povećanja svjetskih temperatura, od polovice 19. stoljeća. Ali nedavno topljenje plimnih i izlaznih ledenjaka na Grenlandu i zapadnoj Antartici, može dovesti do porasta razine mora, a time bi mnoga obalna područja u svijetu bila ugrožena.

## Ledenjačka ravnoteža masa
Da bi ledenjaci opstali, vrlo važna je ravnoteža masa, razlika između područja gomilanja i područja odnošenja (topljenje i sublimacija). Klimatske promjene mogu uzrokovati promjene u temperaturama i padanju snijega, pa se mijenja i ravnoteža masa. Ledenjak koji ima negativnu ravnotežu masa, će se na kraju otopiti. Trenutno, samo je malo ledenjaka koji imaju pozitivnu ravnotežu masa, ustvari blizu su ravnoteži. 
Glavni pokazatelj topljenja ledenjaka je njegovo stanjivanje po cijeloj dužini, posebno u području gomilanja. Ako se ledenjak počne smanjivati u podnožju, možda se i održi. Primjer je ledenjak Easton, koji se smanjio skoro na pola svoje veličine, ali je još uvijek stabilan, jer mu je područje gomilanja na većoj visini, gdje je hladnije i dobiva svježi snijeg. Manji ledenjaci, koji nisu na velikim visinama, su najugroženiji.
Metode mjerenja topljenja ledenjaka uključuje zabijanje štapova na njegovim krajevima, korištenje GPS sistema, izrada karte iz zraka i korištenje laserskog visinomjera.

## Ledenjaci u umjerenom pojasu
Ledenjaci u umjerenom pojasu se prostiru između tropskog pojasa i polarnih krugova. Tu srećemo planinske ledenjake, ledenjake u dolinama i male ledene kape, obično na visokim planinskim lancima. Svi su ti ledenjaci uglavnom na planinskim lancima, kao što su Himalaje, Alpe, Pirineji, Stjenjak, Tihooceanski obalni greben u Sjevernoj Americi, Patagonijske Ande u Južnoj Americi i planinski lanci na Novom Zelandu. Što su bliže polarnim krugovima, to su i veći. Ovi ledenjaci su najviše proučavani u zadnjih 150 godina. Kao i tropski ledenjaci, i ovi ledenjaci se uglavnom svi tope. 

### Istočna polutka

#### Europa
Svjetska služba za praćenje ledenjaka (engl. World Glacier Monitoring Service) izvještava o promjenama u podnožju ledenjaka, iz cijelog svijeta, svakih 5 godina. U svom izdanju 2000. – 2005., objavili su da u Švicarskoj od 115 ledenjaka, svih 115 se topi, u Austriji od 115 ledenjaka, svih 115 se topi, U Italiji 50 ledenjaka se topi, a 7 ih je u ravnoteži, a u Francuskoj svih 7 ledenjaka se topi. Kao primjer, od 1870. ledenjaci Argentière i Mont Blanc su se povukli s 1 150 m na 1 400 m. U Francuskoj, najveći ledenjak Mer de Glace je izgubio 8 % u svojoj dužini i 27 % je tanji, od 1907. Ledenjak Aletsch, najveći u Švicarskoj, se povukao 2 600 m, od 1880., s tim da se topljenje povećalo od 1980. Od 1878. do 1998. ledenjak Morteratsch je kraći 1,8 kilometar ili svake godine je kraći za 17,2 metra. Od 1199. Do 2005. topljenje se povećalo, tako da je izmjereno da je ledenjak 30 metara kraći svake godine.
Glavna je zabrinutost danas za poplave ledenjačkih jezera, koje su za sobom ostavljale mrtve i ogromnu štetu. Na donjim dijelovima ledenjačkih jezera, kameni blokovi i zemlja rade veliku branu, pa za vrijeme sezone topljenja, jezero znatno naraste. 1892. ledenjačko jezero iz ledenjaka de Tête Rousse, je ispustilo oko 200 000 km3 vode i za sobom je ostavilo 200 mrtvih u francuskom mjestu Saint Gervais. Poplave ledenjačkih jezera su sve veća opasnost u svijetu.
U švedskom predjelu planina Kebnekaise, jedna studija je našla da od 1990. do 2001., od 16 ledenjaka 14 ledenjaka se topi, 1 je u ravnoteži i 1 se povećava. U Norveškoj je promatrano 25 ledenjaka do 2005, i 22 ledenjaka se topi, 2 su u ravnoteži i 1 se povećava.
U španjolskim Pirinejima promatrani su ledenjaci u planinskom lancu Maladeta. Od 1991. do danas je izgubljeno 50 do 60 % ledenjačke površine, a 3 ledenjaka su nestala.

#### Sibir
Sibir i ruski Daleki istok se smatraju kao polarno područje, ali zbog svoje suhe klime, ledenjaci su samo u planinama Altaj, Verhojansk i Čerski. Na poluotoku Kamčatka je puno više ledenjaka, zbog vlage iz Ohotskog mora. Iako je manje izvještaja, zna se da ledenjaci u Jakutskoj su se otopili za 28 % od 1945, a na Kamčatki još i više.

#### Azija
Himalaja i ostali planinski lanci u centralnoj Aziji, imaju velika područja s ledenjacima. Ti su ledenjaci vrlo važan izvor vode za suhe krajeve u Indiji, Pakistanu, Afganistanu, zapadnoj Kini i Mongoliji, gdje ima ogroman broj stanovništva. 	
U području Wakhan u Afganistanu ima 30 ledenjaka, od toga 28 ledenjaka se topi od 1976. do 2003., i to 11 metara u godini. U Kini je promatrano 612 ledenjaka i od 1990. primjećeno je da se 95 % ledenjaka topi. U području Mount Everest svi ledenjaci se tope. Ledenjak Rongbuk, koji se nalazi na sjevernoj strani Mount Everesta, topi se oko 20 metara na godinu. U Nepalu, u predjelu Khumbu, promatrano je 15 ledenjaka od 1976. do 2007., i svi se znatno tope, brzinom oko 28 metara u godini. U Indiji, najpoznatiji ledenjak Gangotri se topi brzinom od 34 metra u godini, od 1970. do 1996., iako je još dug 30 kilometara. U području Sikkim, 26 ledenjaka se topi brzinom 13 metara u godini. U glavnom dijelu Himalaje, 51 ledenjak se topi, brzinom 23 metra u godini. U planinskom lancu Karakorum, 22 ledenjaka se topi, ali 18 ledenjaka napreduje.
Topljenjem ledenjaka, sve je više ledenjačkih jezera, koji predstavljaju opasnost zbog poplave, i to 20 u Nepalu i 24 u Butanu. 1994. je ledenjačko jezero Luggye Tsho ubilo 23 ljudi nizvodno zbog poplave.
U Kirgistanu, ledenjaci su izgubili oko 20 % svoje mase od 1977. do 2001. U planinama Tien Shan, ledenjaci gube svake godine 1.28 % svoje mase od 1974 do 1990. U Tadžikistanu, gdje ima više tisuća ledenjaka, većina se topi. Najveći ledenjak izvan polarnih krajeva u svijetu je ledenjak Fedčenko, dug oko 77 kilometara i on je u 20. stoljeću izgubio 1 kilometar. Ledenjak Skogatch, u blizini, je izgubio 8 % svoje mase između 1969. i 1986. Na platou Tibet, koji je treći svjetski spremnik slatke vode, kineski bivši šef meteorološke administracije Qin Dahe kaže, da se u Tibetu led topi 4 puta brže nego igdje u Kini.

#### Oceanija
Na Novom Zelandu su ledenjaci od 1975. do 2005. izgubili oko 11 % svoje mase, a primjećeno je pojavljivanje velikog broja ledenjačkih jezera. Najveći ledenjak Franz Josef je trenutno 2,5 kilometra kraći nego prije 100 godina.

### Zapadna polutka
Ledenjaci u Sjevernoj Americi su uglavnom u planinskim lancima Stjenjaku i Tihooceanskom obalnom grebenu i za njih je primjećeno da se tope ubrzano od 1980.

#### Kaskade
Planinski lanac Kaskade je u zapadnom djelu Sjeverne Amerike, od Britanske Kolumbije do Kalifornije. Samo sjeverne Kaskade imaju 700 ledenjaka. Od 1984. i 2005., ledenjaci su u tim krajevima izgubili između 20 i 40 % svojeg volumena. 2005., 67 % ledenjaka u sjevernim Kaskadama imaju negativnu ravnotežu masa i vrlo brćo ce nestati.

#### Stjenjak
U nacionalnom parku Glacier, nalazi se ledenjak Grinnell, koji je od 1850. do danas izgubio 73 % od svoje površine. U Wyomingu desetak malih ledenjaka u nacionalnom parku Grand Teton se još dobro drže zbog polusuhe klime, iako se i one tope u zadnjih 50 godina. Najveći ledenjak Gannet je izgubio 50 % svojeg volumena od 1920.

#### Kanadski ledenjaci u umjerenom pojasu
Ledenjak Athabasca je izgubio 1,5 kilometar u zadnjih 100 godina. Ledenjak Illecillewaet je izgubio 2 kilometra od 1887. U parku Garibaldi ledenjaci su izgubili oko 50 % svoje površine od 1850.

#### Aljaska
U Aljaski ima na tisuće ledenjaka. Ledenjak Columbia se otopio 15 kilometara u zadnjih 25 godina. Kanadska obalna straža je ispitivala oko 2 000 ledenjaka uz obalu i otkrila da ih se 99% topi. Ledenjak Tyndall je izgubio 24 kilometra od 1960. U nacionalnom parku Denali svi ledenjaci koji su promatrani se povlače.

#### Ande i Ognjena zemlja
Neki znanstvenici vjeruju da će većina ledenih kapa na najvišim Andama, do 2030. nestati. Promatranja su pokazala da ledenjaci u Patagoniji se tope najbrže u svijetu. Ledena polja u sjevernoj Patagoniji su izgubili 8 % svoje površine od 1945. Ledena polja u južnoj Patagoniji imaju 42 ledenjaka koji se tope, 4 su u ravnoteži i 2 se povećavaju. Najveći ledenjak O’Higgins se otopio 14,6 kilometara od 1896. do 1995.

## Tropski ledenjaci
Tropski ledenjaci se nalaze u tropskom pojasu. Oni su manji od ostalih ledenjaka, i klimatske promjene imaju veliki utjecaj na njih

### Afrika
Kilimandžaro je najviši vrh u Africi, s nadmorskom visinom 5 895 metara. Od 1912. ledeni pokrivač na vrhu se otopio 75 % u površini, a volumen ledenjaka se smanjio za 80 %. Najnovija istraživanja pretpostavljaju da će ledenjaci nestati do 2020. Istraživači smatraju da povlačenje leda nastaje zbog povećane sublimacije i smanjenih padalina snijega. Ledenjak Furtwängler je u blizini vrha Kilimandžara. Između 1976. i 2000., površina se smanjila s 113 000 m2 na 60 000 m2.
Sjeverno od Kilimandžara se nalazi planina Kenija, s visinom 5 199 m, što je drugi vrh u Africi po visini. Ona ima puno malih ledenjaka, koji su u 20. stoljeću izgubili 75 % od svoje mase. Zapadno od Kilimandžara se nalazi planinski lanac Rwenzori, čiji su se ledenjaci od 1955. do 1990. otopili za 40 %.

#### Južna Amerika
Mali ledenjak Chacaltaya u Boliviji je izgubio 90 % svoje mase od 1940. i očekuje se da će vrlo brzo nestati. U Kolumbiji ledenjak Nevado del Ruiz je izgubio pola svog područja u zadnjih 40 godina. U Peruu ima 722 ledenjaka, manje se promatraju, ali izvještaji pokazuju da su od 1977. do 1983. se povukli 7 %. Ledena kappa Quelccaya je najveća tropska ledena kapa u svijetu, i istraživanja od 1995. do 1998. su pokazala da se svake godine led povuče oko 155 metara.

#### Oceanija
U Novoj Gvineji se nalazi ledena kapa Puncak Jaya, s nekoliko malih ledenjaka. Istraživanja od 1973. do 1976. su pokazala da je ledenjak Meren izgubio 200 metara, a ledenjak Carstensz je izgubio 50 metara i očekuje se da će se potpuno izgubiti u sljedećih 5 godina.

## Polarna regija
Oko 99 % zaleđene slatke vode se nalazi u polarnoj regiji, na Antartici i Grenlandu. 

### Island
Na Islandu se nalazi najveća ledena kapa u Europi, Vatnajökull. Ledenjak Breiðamerkurjökull je jedan od njegovih izlaznih ledenjaka, i primjećeno je da se od 1973. do 2004. povukao za 2 kilometra.

### Kanada
U polarnom području Kanade se nalazi značajan broj ledenih kapa. Ledene kape Penny i Barnes na Baffinovom otoku, su svake godine tanje za 1 metar. Svi ledenjaci na otoku Devon se se povukli između 1 do 3 kilometra u zadnjih 50 godina. Na otoku Ellesmere ledenjaci su se otopili za 47 % u zadnjih 50 godina.
Sjeverna Europa
Otočna skupina Svalbard ima velik broj ledenjaka. Ledenjak Hans se povukao 1,4 kilometra od 1936. do 1982., a sljedećih 400 metara u narednih 16 godina.  U otočnoj skupini Novaja zemlja ledenjaci su se smanjili od 1952. do 1993. za 8 %.

### Grenland
Na Grenlandu znanstvenici promatraju uglavnom plimne ledenjake, koji otpuštaju vodu u more i to najvise 3 najveća: ledenjak Helheim, ledenjak Kangerdlugssuaq i ledenjak Jakobshavn. Ledenjak Helheim je bio stabilan do 2001., a onda se počeo topiti, tako da se do 2005. otopio 7 kilometara, a u to vrijeme se topio 20 do 35 metara dnevno.  Ledenjak Jakobshavn se u 2002. topio 30 metara na dan.

### Antartika
Na Antarktici prevlada jako hladna i suha klima. Većina svjetske zaleđene vode se nalazi na Antarktici. Najdramatičniji primjer topljenja ledenjaka se može vidjeti na ledenom grebenu Larsen, koji je izgubio 2 500 km2 od 1995. do 2001, tako da je on trenutno izgubio 60 % od svoje površine. Ledeni greben Wordie se smanjio s 1 500 km2 na 140 km2, a ledeni greben Prince Gustav se smanjio s 1 600 km2 na 11 km2. Na poluotoku Antarktika proučava se 244 ledenjaka i primjećeno je da se 212 topi.